# Ignacy Wall
Ignacy Wall (ur. 23 grudnia 1926 w Opaczy, zm. 23 stycznia 2012 w Warszawie) – polski ogrodnik i działacz polityczny, poseł na Sejm PRL VIII i IX kadencji, honorowy obywatel gminy Lesznowola.

## Życiorys

### Wykształcenie i praca zawodowa
Szkołę podstawową ukończył w Opaczy, a Technikum Ogrodnicze w Sochaczewie. Tytuł zawodowy inżyniera ogrodnika uzyskał w 1970 na Wydziale Ogrodniczym Szkoły Głównej Gospodarstwa Wiejskiego w Warszawie, był starostą roku.
Początkowo wspólnie z ojcem i bratem prowadził na ojcowiźnie w Opaczy gospodarstwo ogrodnicze o charakterze warzywniczym. Od 1970 razem z żoną Barbarą prowadzili gospodarstwo sadowniczo-szklarniowe w miejscowości Stara Iwiczna (sad jabłoniowy, warzywa szklarniowe i kwiaty). Od 1990, czyli od początku istnienia, związany z Firmą Hortpress. Był w gronie założycieli i został długoletnim Pełnomocnikiem Zgromadzenia Wspólników.

### Działalność społeczna i polityczna
Działalność społeczno-polityczną rozpoczął po wojnie w organizacji Związek Młodzieży Wiejskiej RP „Wici” (mikołajczykowskim). Po przystąpieniu „Wici” do Związku Młodzieży Polskiej wystąpił z szeregów organizacji.
Od początku istnienia powojennej spółdzielczości ogrodniczej uczestniczył w jej życiu – początkowo w Warszawskiej Spółdzielni Ogrodniczej (WSO) mocno związanej z Hurtownią w Rakowie. Później długoletni Przewodniczący Rady Piaseczyńskiej Spółdzielni Ogrodniczo Pszczelarskiej. Pełnił też różne funkcje w Warszawskiej Spółdzielni Ogrodniczo Pszczelarskiej (WSOiP) oraz piastował stanowisko wiceprzewodniczącego, a następnie przewodniczącego Centrali Spółdzielni Ogrodniczo Pszczelarskiej (CSOiP). Za jego kadencji we współdziałaniu CSOiP z Agpol i Animex odbyła się pierwsza edycja Międzynarodowych Targów Rolno Spożywczych POLAGRA AGROEXPO i późniejsze Targi Rolno Przemysłowe POLAGRA. W latach 1995–2003 zajmował stanowisko prezesa Stowarzyszenia Inżynierów i Techników Ogrodnictwa Naczelnej Organizacji Technicznej (SITO, NOT). W 2007 został mianowany honorowym prezesem Stowarzyszenia Naukowo-Technicznego Inżynierów i Techników Ogrodnictwa. Pełnił również funkcję wiceprezesa Polskiego Związku Ogrodniczego.
Od 1973 do 1980 zasiadał w Radzie Narodowej Miasta Stołecznego Warszawa. W 1980 uzyskał mandat posła na Sejm VIII kadencji w okręgu Warszawa Wola z ramienia ZSL. Zasiadał w Komisji Administracji, Gospodarki Terenowej i Ochrony Środowiska, Komisji Rolnictwa i Przemysłu Spożywczego, Komisji Handlu Zagranicznego, Komisji Rolnictwa, Gospodarki Żywnościowej i Leśnictwa oraz w Komisji Współpracy Gospodarczej z Zagranicą i Gospodarki Morskiej. W 1985 uzyskał reelekcję. W Sejmie IX kadencji zasiadał w Komisji Rolnictwa, Leśnictwa i Gospodarki Żywnościowej oraz w Komisji Współpracy Gospodarczej z Zagranicą i Gospodarki Morskiej.

## Życie prywatne
Syn Michała (właściciela gospodarstwa rolnego, uczestnika Bitwy Warszawskiej) i Małgorzaty z domu Perz. Był pierwszym z trójki rodzeństwa (Ignacy, Natalia, Wiktor). Od 1949 Ignacy Wall był żonaty z Barbarą z domu Stolarską. Mieli dwójkę dzieci – Grażynę i Mirosława (oboje są absolwentami wydziału ogrodniczego SGGW). Od 1970 mieszkał w miejscowości Stara Iwiczna.

## Wyróżnienia i odznaczenia
- Krzyż Oficerski Orderu Odrodzenia Polski
- Krzyż Kawalerski Orderu Odrodzenia Polski
- Złoty Krzyż Zasługi
- Honorowy Obywatel Gminy Lesznowola
- Prezes Honorowy SITO Naczelnej Organizacji Technicznej
- Srebrna i Złota Odznaka honorowa NOT
- Medal za Długoletnie Pożycie Małżeńskie
- Złota odznaka honorowa „Za Zasługi dla Warszawy”
- Złota Odznaka „Za zasługi dla województwa warszawskiego”
- Medal „Za zasługi dla Ruchu Ludowego” im. Wincentego Witosa
- Odznaka „Zasłużony Pracownik Handlu Zagranicznego”
- Odznaka „Zasłużonego Działacza Ruchu Spółdzielczego”
- Złota Odznaka „Zasłużony dla Spółdzielczości Ogrodniczo-Pszczelarskiej”